# Mansoor Jawad
Mansoor Jawad, né le 17 septembre 1987, est un coureur cycliste bahreïnien.

## Biographie
Mansoor Jawad naît le 17 septembre 1987 au Bahreïn.
En 2015, il remporte le championnat du Bahreïn sur route et termine deuxième du championnat du Bahreïn du contre-la-montre. 

## Palmarès et classements mondiaux

### Palmarès sur route
- 2015[1]
  -  Champion du Bahreïn sur route
  - 2e du championnat du Bahreïn du contre-la-montre
- 2021
  - 3e du championnat du Bahreïn du contre-la-montre
- 2022
  - 3e du championnat du Bahreïn du contre-la-montre

### Classements mondiaux
| Année                                 | 2011  | 2012 | 2013 | 2014 | 2015 | 2016 | 2017  | 2018 | 2019 | 2020 | 2021 | 2022  |
| ------------------------------------- | ----- | ---- | ---- | ---- | ---- | ---- | ----- | ---- | ---- | ---- | ---- | ----- |
| Classement mondial                    |       |      |      |      |      | nc   | 2489e | nc   | nc   | nc   | nc   | 1970e |
| UCI Europe Tour                       | 1030e | nc   | nc   | nc   | nc   | nc   | nc    | nc   |      |      |      |       |
| UCI Asia Tour                         | nc    | nc   | nc   | nc   | nc   | nc   | 505e  | nc   | nc   | nc   | nc   | 195e  |
|                                       |       |      |      |      |      |      |       |      |      |      |      |       |
| Légende : nc = non classéSource : UCI |       |      |      |      |      |      |       |      |      |      |      |       |